# Аскерова, Роза Касум кызы
Роза Касум кызы Аскерова (азерб.  Roza Qasım qızı Əsgərova; 15 августа 1929, Qahab, Нахичеванская АССР — 2009, Баку) — азербайджанский учёный, доктор биологических наук, старший научный сотрудник Института ботаники НАНА.

## Биография
Роза Аскерова родилась 15 августа 1929 года в городе Нахичевань Нахичеванской АССР Азербайджанской ССР. Окончила биологический факультет Азербайджанского государственного университета. Защитила докторскую диссертацию по специальности 03.00.05 — Ботаника. Работала старшим научным сотрудником Института ботаники Национальной академии наук Азербайджана, руководила отделом систематики высших растений.

## Научная деятельность
Отдел, руководимый Аскеровой Р. занимался изучением таксономического состава и истории формирования флоры республики, исследованием систематики таксонов: таксономии географии, филогенетических связей, пути миграции.
Аскерова Роза — автор 90 опубликованных научных работ, 1 монографии. Принимала участие в составлении «Красной Книги» Азербайджана, автор 7 и 8 томов «Флоры Азербайджана».
Основные достижения:
- Разработка в пределах Кавказа систематики рода Котовник (Nepeta) и семейств Астровые (Asteraceae), Капустные (Brassicaceae).
- Предложена новая макросистема подсемейства Цикориевые (Cichorideae) на основании изучения палинологии подсемейства.
- Описано два новых рода растений: Zuvanda[2] и Pojarkovia[3], ряд видов.

### Растения, описанные Аскеровой
- Scolymeae Askerova, 1976[4]
- Crepis kurdistanica Askerova, 1958[5]
- Gagea gadzhievii Askerova, 1997[6]
- Nepeta sosnovskyi Askerova, 1954[7]
- Pojarkovia Askerova, 1984[8]
- Pojarkovia macrophylla (M.Bieb.) Askerova, 1984[9]
- Pojarkovia pauciloba (DC.) Askerova, 1984[10]
- Pojarkovia platyphylloides (Sommier & Levier) Askerova, 1984 [10]
- Pojarkovia stenocephala (Boiss.) Askerova, 1984 [9]
- Zuvanda (F.Dvořák) Askerova, 1985 [11]
- Zuvanda crenulata (DC.) Askerova, 1985 [12]
- Zuvanda exacoides (DC.) Askerova, 1985 [13]
- Zuvanda meyeri (Boiss.) Askerova, 1985 [14].[15]

### Некоторые научные работы
- Палинология цикориевых : Compositae: cichorioideae. — Академия наук Азербайджанской ССР, Институт ботаники имени В. Л. Комарова. — Баку: Элм, 1987.
- О систематическом положении родов Trigonocaryum и Suchtelenia (Boraginaceae) // Ботанический журнал. — Санкт-Петербург: «Наука» РАН, 2005. — Т. 90, № 2. — С. 264-267. — ISSN 0006-8136.
- Zuvanda новый род семейства Brassicaceae // Ботанический журнал. — Санкт-Петербург: «Наука» РАН, 1985. — Т. 70, № 4.
- Новый адвентивный род флоры Азербайджана - Asphodelus (Asphodelaceae ), // Ботанический журнал. — Санкт-Петербург, 1997. — Т. 82, № 3.
- К палинологической характеристике трибы Cichorieae сем. Compositae // Ботанический журнал. — 1970. — Т. 55, № 5. — С. 961-963.
- Палинология трибы Cichorieae (Compositae) // Морфология пыльцы и спор современных растений. — JL, 1973. — С. 33-37.
- Система подсемейства Cichorideae, семейства Asteraceae // Ботанический журнал. — Санкт-Петербург, 1976. — Т. 60, № 7.

## Награды
- Персональная пенсия Президента Азербайджанской Республики (14 декабря 2005 года) — за заслуги в развитии азербайджанской науки[16]